# أمراض العين الفيروسية
إصابات العين الفيروسية تتنوع في أعراضها وشدتها تبعا لنوع الفيروس ومكان الإصابة. عادة تؤثر الفيروسات على القطاع الأمامي من العين (بالأنجليزية Anterior segment)، بينما تكون إصابتها للقطاع الخلفي من العين (بالأنجليزية Posterior segment) نادرة الحدوث. الالتهابات الفيروسية لا تتحسن باستعمال المضادات الحيوية، ومع ذلك قد تستخدم المضادات الحيوية للوقاية من الالتهابات البكتيرية التي يحتمل أن تنشأ كمضاعفات للالتهاب الفيروسي. لا يجب استعمال الاستيرويدات (بالأنجليزية Corticosteroids) في حالات الالتهاب الفيروسي إلا في حالات معينة وبتوخي الحذر الشديد. فيما يلي سوف نستعرض أهم الفيروسات التي يمكن أن تصيب العين.

## الفيروسات الغدانية
الفيروسات الغدانية (بالأنجليزية Adenovirus) تعد من أكثر الفيروسات شيوعا بين مسببات المرض الفيروسي في العين. يسبب هذا الفيروس نوعين من الالتهاب، الأول يسمى التهاب القرنية والملتحمة الوبائي (بالأنجليزية Epidemic keratoconjunctivitis)، والثاني يسمى الحمى البلعومية الملتحمية (بالأنجليزية Pharyngoconjunctival fever ). الالتهاب الفيروسي بسبب هذا الفيروس يكون شديد العدوى، ويستمر معدي عادة لمدة 10 إلى 12 يوم من بداية المرض. ينبغي على المرضى خلال هذه الفترة تجنب لمس أعينهم والمصافحة وتبادل المناشف. قد تحدث العدوى أيضا عن طريق الرذاذ في حالة الحمى البلعومية واستعمال أحواض السباحة الملوثة.

### الأعراض
أعراض المرض تبدأ بأن المريض قد يعطي تاريخا من التعرض لفرد يعاني من احمرار في العين في الفترة الأخيرة، أو أفراد لديهم أعراض التهاب الجهاز التنفسي العلوي. العدوى قد تكون في عين واحدة أو تصيب العينين معا. قد تشمل الأعراض حكة بالعين، وإحساس بجسم غريب داخل العين، مع احمرار الملتحمة والتصاق الجفون (خاصة في الصباح)، أيضا قد يكون هناك رهاب الضوء (بالأنجليزية Photophobia) عندما تمتد الإصابة إلى القرنية.

### الظواهر
بفحص المريض نلاحظ تضخم الغدد اللمفاوية أمام الأذن، إفراز مائي، احتقان الأوعية الدموية، وتورم بالملتحمة،، مع نزف تحتها، وجريبات (بالأنجليزية follicles) على سطحها. أحيانا قد يغطي الملتحمة غشاء كاذب أو تندبات. القرنية غالبا تحوي تنقيط في طبقة الطلاء الخارجي. أما الجفون فتكون متورمة. البداية عادة تكون في عين واحدة وتمتد للأخرى خلال أيام قليلة.

### العلاج
الدراسة المختبرية باستخدام بوفيدون اليود بتركيز 0.8%، لبيان تأثيره على فيروس الغدانية، تبين أنه فعال للغاية ضد الفيروس الحر، ولكن فعاليته محدودة على الفيروس داخل الخلية بعد العدوى، مع أنه غير سام للخلايا السليمة. وبالتالي فإن بوفيدون اليود 0.8% قد يمثل خيارا محتملا للحد من العدوى في حالات الالتهابات الفيروسية الغدانية.

## فيروس هربس البسيط
فيروس هربس البسيط أو الحلأ البسيط (بالأنجليزية Herpes simplex) هو فيروس شائع يصيب الإنسان. الكثير من الناس يتعرضون للفيروس في فترة الطفولة دون أن ينتبهوا لذلك، ثم يستقر في الأعصاب ويظل كامن دون أعراض. في بعض الناس يحدث تنشيط للفيروس دون أسباب معلومة، وينتشر عن طريق الأعصاب ليصل إلى الوجه والعين. من المحتمل أن يكون تنشيط الفيروس خاضع لسلالته أو نوعه الفرعي، وكذلك حالة المناعة لدى المريض تلعب دورا في هذا الصدد. في حالة إصابة القرنية للمرة الأولى بالفيروس يحدث تكرار للحالة لحوالي 25% من المرضى في العامين التاليين. وبعد إصابة العين الثانية يكون احتمال تكرار الإصابة أكبر.
هذا الفيروس معروف بأنه السبب في القروح الباردة، وظهور بثور الوجه التي تحدث في بعض الأحيان بعد نزلات البرد أو الحمى. هناك نوعان من فيروسات الهربس البسيط. النوع 1 ويشمل في المقام الأول الإصابات على الوجه والعينين، والنوع 2 يسبب في المقام الأول التهابات تناسلية.
عندما تصاب العين بالهربس البسيط، فإنه يؤثر عادة على عين واحدة وغالبا يكون التأثير الأكبر على القرنية. ربما تكون العدوى سطحية تؤثر على الطبقة العليا من القرنية التي تسمى الظهارة (بالأنجليزية Corneal epithelium)، وعادة يكون الشفاء في هذه الحالة دون تندب بالقرنية، أو تكون أعمق وتؤثر على الطبقات العميقة (بالأنجليزية Stromal keratitis)، وهذه الإصابة تؤدي إلى ندوب بالقرنية وفقدان الرؤية في بعض الأحيان.
أيضا يمكن أن يصيب الهربس البسيط الملتحمة وعادة يؤدي إلى التهاب جريبي بها (بالأنجليزية Follicular conjunctivitis).
قد يصيب فيروس الهربس البسيط أيضا داخل العين فيسبب التهابات في القزحية والشبكية. التهاب العنبية الأمامي المرتبط بفيروس هربس البسيط (بالأنجليزية Herpetic anterior uveitis) هو الأكثر شيوعا بين تأثيرات الهربس البسيط على داخل العين.
التهاب العين المزمن بفيروس هربس غير شائع. وفي حالة حدوث هذا النوع من الالتهاب المزمن فإنه يؤدي إلى تنخر الشبكية الحاد (بالأنجليزية Acute retinal necrosis ) خاصة في الرجال. تنخر الشبكية يتسبب في حدوث تلف شديد في أنسجة الشبكية وضرر بالغ بالبصر. فيروس هربس البسيط هو السبب الرئيسي لتنخر الشبكية الحاد في العمر الصغير والمتوسط، بينما يكون فيروس نطاقي حماقي (بالأنجليزية Varicella zoster) هو السبب الرئيسي لتنخر الشبكية الحاد فيمن تعدى الخمسين من العمر.

### الأعراض والظواهر
التشخيص عادة يكون سهل في وجود الظواهر الكلاسيكية للمرض على القرنية، ويكون التشخيص صعب في حالة عدم وجود العلامات التي توحي بإصابة القرنية. يبدأ المرض عادة باحمرار وتهيج العين، مع الآلام والإفراز المائي. في كثير من الأحيان يصاحب هذا أعراض إصابة الجفن وتشمل وجود حويصلات متعددة على جلد الجفن.
بفحص المريض تظهر حويصلات على الجفن أو الوجه، وقد يكون الجفن متورم مع التهاب تقرحي به (بالأنجليزية Ulcerative blepharitis). عند إصابة القرنية يظهر بها الالتهاب الشجيري (بالأنجليزية Dendritic keratitis)، مع عدم وضوح الرؤية ورهاب الضوء.
في حالة التهاب العنبية الأمامي المرتبط بفيروس هربس البسيط، فإن ارتفاع ضغط العين يكون من الظواهر الهامة التي توجه إلى التشخيص. أيضا يلاحظ ترسب دقيق على السطح الخلفي للقرنية يسمى الترسب النجمي (بالأنجليزية Stellate keratic precipitates)، أيضا قد يكون هناك ترسب مركزي دهني كبير على السطح الخلفي للقرنية. ضمور القزحية الغير مكتمل أو الذي يأخذ شكل قطاعات يساعد على تشخيص المرض فهو يؤدي إلى عيب تضوء القزحية (بسبب الضمور في ظهارة صباغ القزحية)، وأيضا التاريخ المرضي للإصابة بالهربس البسيط على الشفتين أو الأعضاء التناسلية يمكن أن يكون مفيد في التشخيص مع أنه لا يكون حاضرا دائما. أيضا من العلامات الهامة لالتهاب العنبية الأمامي اتساع حدقة العين التلقائي دون استعمال القطرات الموسعة للحدقة.
على كل الأحوال، لا توجد علامة سريريه بمفردها يمكن أن تشخص الحالة، ولكن اجتماع عدة عوامل قد يساعد على التشخيص.

### العلاج
العلاج يشمل مضادات الفيروسات الموضعية مثل ايدوكسوريدين (بالأنجليزية Idoxuridine)، فيدارابين (بالأنجليزية Vidarabine)، والفلوريدين الثلاثي (بالأنجليزية Trifluridine).
قد تعالج بعض حالات هربس القرنية بالكشط الخفيف للمنطقة المصابة من القرنية لإزالة الخلايا المريضة.
مع أن استعمال الاستيرويدات (بالأنجليزية Corticosteroids) يجب تجنبه في علاج الفيروسات، إلا أنه في بعض حالات الإصابة الشديد والعميقة قد يلزم استعمال قطرات الاستيرويد لمنع تندب القرنية، ومع ذلك قد لا تستجيب مثل هذه الحالات للعلاج وتحدث ندوب القرنية ويكون العلاج الوحيد هو جراحة زرع القرنية.
في حالة التهاب العنبية الأمامي المرتبط بفيروس هربس البسيط فإن هذا الالتهاب يميل إلى الاستجابة بشكل جيد إلى 400 ملغ من آسيكلوفير عن طريق الفم خمس مرات يوميا، مع إضافة البريدنيزولون الموضعي 1% أربع إلى ثماني مرات يوميا وقطرة شاله للعضلة الهدبية وموسعه للحدقة مثل تروبيكاميد (بالأنجليزية Tropicamide) من 2 إلى 4 مرات يوميا. مضادات الفيروسات التي تؤخذ بالفم هي العلاج الرئيسي لحماية القرنية وأيضا لعلاج التهاب القزحية. العلاج المضاد للفيروسات الموضعي يستعمل في حالة تطور المرض إلى حدوث اعتلال في القرنية. هناك مشكلة أيضا في استخدام الستيرويدات الموضعية حيث أن هذه الأدوية يصعب إيقافها في المرضى الذين يعانون من الهربس، ويتطلب الإيقاف سحب بطيء جدا للعلاج.

## الفيروس النطاقي الحماقي
فيروس نطاقي حماقي (بالأنجليزية Varicella zoster) هو فيروس يمكن أن يؤثر على الملتحمة في العدوى الأولية التي تسمى الجدري المائي (بالأنجليزية Chickenpox) أو العدوى الثانوية التي تسمى النطاقي (بالأنجليزية Zoster). يمكن أن يكون سبب العدوى هو الاتصال المباشر مع جلد المريض أو عن طريق الاستنشاق من إفرازات الجهاز التنفسي المعدية. أيضا يكون هذا الفيروس سببا في التهاب العنبية الأمامي في بعض الحالات.

### الأعراض والظواهر
يتميز المرض في العدوى الأولية (الجدري المائي) بطفح حويصلي عام وحمى وأعراض توعك عام بالجسم. الأعراض بالعين عادة تكون في عين واحدة وتشمل آفات حطاطية صغيرة تبرز على طول حافة الجفن، وربما تكون مصحوبة بالتهاب الملتحمة الجريبي الخفيف.
العدوى الثانوية (هربس نطاقي) يمثل تنشيط عدوى أولية كامنة في عقدة العصب الثلاثي التوائم، وتشمل أعراضه حمى وتوعك وغثيان وتقيؤ وآلام شديدة وتقرحات الجلد على طول تقسيم العصب الثلاثي التوائم. الأعراض بالملتحمة تشمل احتقان الأوعية الدموية مع التهاب الملتحمة الجريبي أو الحليمي (بالأنجليزية Papillary conjunctivitis)، وإفراز مائي أو مخاطي قيحي.
بالفحص تظهر إصابة الجلد بالحويصلات التي قد تصبح نخرية وتؤدي إلى تندب الجلد. أيضا الشائع أن يحدث تورم بالغدد الليمفاوية أمام الأذن.
في حالة التهاب العنبية الأمامي المرتبط بفيروس النطاقي الحماقي تكون أهم الظواهر الموحية بتشخيص الفيروس هي ظهور الشجيرات الكاذبة على القرنية، وهي تختلف عن تلك التي تميز الهربس البسيط بأنها تشبه قطعة صغيرة من سلسلة أو حبل عالق على القرنية. عادة يصاحب هذا الفيروس تناقص شديد في إحساس القرنية. أيضا يكون هناك قطاعات من الضمور في القزحية.

### العلاج
العلاج يشمل الأسيكلوفير (بالإنجليزية: aciclovir أو acyclovir) ويرمز له بACV، هو أحد أكثر المضادات الفيروسية شيوعا600 – 800 ملغ بالفم 5 مرات يوميا لمدة 7-10 أيام. الستيرويدات الموضعية عادة غير لازمة في علاج التهاب الملتحمة أو القرنية في هذه الحالة.

## فيروسات بيكورناوية
فيروسات بيكورناوية (بالأنجليزية Picornavirus) تشمل نوعين من الفيروسات هما فيروس معوي 70 (بالأنجليزية Enterovirus70)، وفيروس كوكساكي A24 (بالأنجليزية Coxsackie A24). هذه الفيروسات تسبب ما يسمى التهاب الملتحمة النزفي الحاد (بالأنجليزية Acute hemorrhagic conjunctivitis)، وهو يشابه التهاب الملتحمة بالفيروسات الغدانية ولكنه أشد ونزفي. هذا المرض شديد العدوى ويحدث في شكل أوبئة.

### الأعراض
يصيب المرض عادة الأطفال والشباب في الطبقات السفلى اجتماعيا واقتصاديا. الأعراض تشمل إفراز مائي، وإحساس بجسم غريب داخل العين، وحرق، ورهاب الضوء. ظهور الأعراض يكون سريعا (في غضون 24 ساعة من التعرض للفيروس). في التهاب الملتحمة النزفي الحاد تكون الإصابة في عين واحدة في البداية، ثم سريعا تنتقل العدوى إلى العين الأخرى في غضون يوم أو يومين. علامات الفحص تشمل تورم الجفن ونزف تحت الملتحمة.

## الفيروسات الجدرية
الفيروسات الجدرية (بالأنجليزية Poxvirus) تشمل نوعين من الفيروسات هما المليساء المعدية (بالأنجليزية Molluscum contagiosum)، والوقس (بالأنجليزية Vaccinia). المليساء المعدية قد تؤدي إلى التهاب الملتحمة الجريبي المزمن (بالأنجليزية Chronic follicular conjunctivitis[وصلة مكسورة])، وهو الذي يحدث نتيجة تحرك الجسيمات الفيروسية إلى كيس الملتحمة من إصابة متهيجة في جفن العين.
فيروس الوقس أصبح سبب نادر لالتهاب الملتحمة بعد القضاء على مرض الجدري.

### الأعراض
المليساء المعدية عادة تسبب عقدة مرتفعة صغيرة لؤلؤية لها سره بالقرب من حافة الجفن. قد توجد عقد متعددة خاصة في مرضى الإيدز.

### العلاج
إزالة النواة المركزية في الآفة، أو إحداث نزيف داخل الآفة عادة يكفي لعلاج العدوى. أحيانا قد يتطلب الأمر الاستئصال الجراحي.

## فيروس نقص المناعة البشرية (الإيدز)
فيروس نقص المناعة البشرية (الإيدز) هو فيروس يؤثر بصورة رئيسية على القطاع الخلفي من العين، ومع ذلك فهناك بعض الإصابات النادرة للقطاع الأمامي. عندما يحدث التهاب الملتحمة (أيا كان سببه) لمريض الإيدز، فإنه يميل إلى اتباع منهج أكثر شدة مما لو كان المريض لا يعاني من الإيدز. بشكل عام قد يعاني مرضى الإيدز من التهاب عابر وغير محدد بالملتحمة يتميز بتهيج واحتقان بالأوعية الدموية ولا يحتاج غالبا لعلاج محدد. إذا اصيبت القرنية فإن الأعراض تشمل الإحساس بجسم غريب داخل العين، وعدم وضوح الرؤية، ورهاب الضوء.

## الفيروس المضخم للخلايا
الفيروس المضخم للخلايا (بالأنجليزية Cytomegalovirus)هو فيروس قد تم مؤخرا اكتشاف أنه من أسباب التهاب العنبية الأمامي، حتى في المرضى الذين لا يعانون من الإيدز. قد تكون السمة المميزة لهذا الفيروس هي تكون الترسبات الدرهمية (بالأنجليزية Nummular keratic precipitates)على السطح الخلفي للقرنية. ينبغي توجيه النظر إلى تشخيص إصابة العنبية بهذا الفيروس في المرضى الذين يعانون من التهاب عنبية أمامي لا يستجيب للكورتيزون والجرعات الكبيرة من آسيكلوفير.

### الأعراض
أعراض المرض تظهر في صورة التهاب عنبية مصحوب بارتفاع ضغط العين. أيضا تظهر مع متلازمة بوسنر شلوسمان (بالأنجليزية Posner-Schlossman syndrome)، التهاب فوكس القزحي الهدبي متعدد
الألوان (بالأنجليزية Fuchs' heterochromic iridocyclitis)، أو التهاب بطانة القرنية (بالأنجليزية Corneal endotheliitis). بالإضافة لهذا فهناك الضمور القطاعي للقزحية.

## فيروسات نادرا ما تصيب العين
فيروسات الأنفلونزا.
فيروس إبشتاين-بار.
فيروسات مخاطانية: وتشمل الحصبة، والنكاف، وداء نيوكاسل
فيروس الحصبة الألمانية.
مع أن التهاب الملتحمة الفيروسي المصاحب للإصابة بهذه الفيروسات مرض ذاتي الشفاء، إلا أنه يستمر لمدة أطول من الالتهاب البكتيري (قد تصل إلى أسبوعين لأربعة أسابيع). وتتميز هذه الإصابة بالتهاب جريبي حاد في الملتحمة، وتضخم في الغدد اللمفاوية أمام الأذن.

## وصلات خارجية
- Emedicine - Viral conjunctivitis
- Eye Net Magazine - American Academy of Ophthalmology - Viral Anterior Uveitis
- EyeSmart - American Academy of Ophthalmology - Herpes keratitis
- Emedicine - Adenoviruses
- Medlineplus - Herpes simplex
- International Ophthalmology Clinics - Herpetic anterior uveitis
- Emedicine - Varicella Zoster Virus
- Emedicine - Cytomegalovirus